# Crosse aux Jeux mondiaux de 2017
Navigation
Birmingham 2022
Les épreuves de crosse des Jeux mondiaux de 2017 ont lieu du 27 juillet au 30 juillet 2017 à Wrocław.

## Organisation

### Tour préliminaire
| Équipe      | Pts | J | G | N | P | BP | BC | Diff |
| ----------- | --- | - | - | - | - | -- | -- | ---- |
| États-Unis  | 6   | 2 | 2 | 0 | 0 | 34 | 6  | +28  |
| Canada      | 6   | 2 | 2 | 0 | 0 | 35 | 15 | +18  |
| Royaume-Uni | 3   | 2 | 1 | 0 | 1 | 15 | 19 | -4   |
| Australie   | 3   | 2 | 1 | 0 | 1 | 33 | 15 | +18  |
| Pologne     | 0   | 2 | 0 | 0 | 2 | 0  | 43 | -43  |
| Japon       | 0   | 2 | 0 | 0 | 2 | 10 | 27 | -17  |

| 27 juillet | États-Unis  | 20 | 0  | Pologne     | 10h00 |
| 27 juillet | Royaume-Uni | 9  | 5  | Japon       | 13h00 |
| 27 juillet | Canada      | 15 | 10 | Australie   | 16h00 |
| 28 juillet | États-Unis  | 14 | 6  | Royaume-Uni | 10h00 |
| 28 juillet | Pologne     | 0  | 23 | Australie   | 13h00 |
| 28 juillet | Canada      | 18 | 5  | Japon       | 16h00 |

### Match de classement
|  | Places 5 et 6 30 juillet - 9h00 |    |  |
|  |                                 |    |  |
|  | Japon                           | 19 |  |
|  | Pologne                         | 1  |  |

### Phase finale
|  | Demi-finales       | Demi-finales       |                 |    | Finale             | Finale             |
|  | Demi-finales       | Demi-finales       |                 |    | Finale             | Finale             |
|  |                    |                    |                 |    |                    |                    |
|  | 29 juillet - 10h00 | 29 juillet - 10h00 |                 |    | 30 juillet - 11h30 | 30 juillet - 11h30 |
|  | 29 juillet - 10h00 | 29 juillet - 10h00 |                 |    | 30 juillet - 11h30 | 30 juillet - 11h30 |
|  | États-Unis         | 18                 |                 |    | 30 juillet - 11h30 | 30 juillet - 11h30 |
|  | États-Unis         | 18                 |                 |    | 30 juillet - 11h30 | 30 juillet - 11h30 |
|  | Royaume-Uni        | 5                  |                 |    | 30 juillet - 11h30 | 30 juillet - 11h30 |
|  | Royaume-Uni        | 5                  | États-Unis      | 11 |                    |                    |
|  | 29 juillet - 13h00 |                    | États-Unis      | 11 |                    |                    |
|  |                    | Canada             | 8               |    |                    |                    |
|  | Canada             | Canada             | 8               | 14 |                    |                    |
|  | Canada             |                    |                 | 14 |                    |                    |
|  | Australie          | 8                  |                 |    |                    |                    |
|  | Australie          | 8                  | Troisième place |    |                    |                    |
|  |                    |                    |                 |    |                    |                    |
|  | 30 juillet - 14h00 |                    |                 |    |                    |                    |
|  |                    |                    |                 |    |                    |                    |
|  | Royaume-Uni        | 8                  |                 |    |                    |                    |
|  | Royaume-Uni        | 8                  |                 |    |                    |                    |
|  | Australie          | 10                 |                 |    |                    |                    |
|  | Australie          | 10                 |                 |    |                    |                    |

## Podiums
| Épreuves | Or | Argent | Bronze |
| -------- | --- | --- | --- |
| Tournoi  | États-Unis- Devon Wills (en) - Kelly Rabil - Katie Schwarzmann (en) - Kristen Carr - Jen Russell - Alyssa Murray (en) - Brooke Griffin - Taylor Cummings (en) - Marie McCool - Megan Douty - Gussie Johns - Ally Carey - Becca Block - Michelle Tumolo (en) - Alice Mercer (en) | Canada - Allison Daley - Quintin Hoch-Bullen - Kaylin Morissette - Tessa Chad - Katie Guy - Holly Lloyd - Erica Evans - Megan Kinna - Lydia Sutton - Claire Mills - Emily Boisonneault - Taylor Gait - Avery Hogarth - Dana Dobbie (en) - Tory Merrill | Australie- Abbie Burgess - Courtney Hobbs - Rebecca Lane - Stella Justice-Allen - Megan Barnett - Bonnie Wells - Sachiyo Yamada (ja) - Sarah Mollison - Sarah Lowe - Theadora Kwas - Ashtyn Hiron - Rebecca Banyard - Verity Clough - Beth Varga - Elizabeth Hinkes |

## Tableau des médailles
- Pays organisateur

| Rang  | Nation     | Or | Argent | Bronze | Total |
| ----- | ---------- | -- | ------ | ------ | ----- |
| 1     | États-Unis | 1  | 0      | 0      | 1     |
| 2     | Canada     | 0  | 1      | 0      | 1     |
| 3     | Australie  | 0  | 0      | 1      | 1     |
| Total | Total      | 1  | 1      | 1      | 3     |